# Robert Christgau
Robert Christgau (født d. 18. april 1942) er en amerikansk essayforfatter (også kaldet essayist) og musikjournalist, der har erklæret sig for "dekan af amerikanske rockkritikere" .